# Musztafa pasa medreszéje
Musztafa pasa medreszéje a mai Szentháromság téren állt, (Budapest, I. kerület). A teret a török korban Musztafa pasa mejdaninak, azaz Musztafa pasa terének nevezték, aki itt egy medreszét, azaz iskolát hozott létre. A medresze épülete délről a Büjük dzsámihoz (a mai Mátyás-templomhoz) csatlakozott. A medreszét 1686-ban, Buda visszafoglalásakor elpusztította egy tűzvész, szakcsoportonként rendezett könyvtára azonban épen került a császáriak kezére, az értékes anyagot Luigi Ferdinando Marsigli hadmérnök mentette meg. A medreszének a maradványai a Mátyás-templomtól délre lévő tér útburkolata alatt vannak.